# Церковь Святого Николая Чудотворца (Градец-Кралове)
Церковь святого Николая Чудотворца (чеш. Kostel svatého Mikuláše Divotvorce) — деревянная православная церковь, расположенная в Градец-Кралове.

## История
Церковь была построена между 1502 и 1510 годами в словацкой деревне Габура (район Медзилаборце) и называлась изначально в честь Святого Архангела Михаила. В 1744 году церковь была передана селу Мала Поляна, где её открыли и освятили  в 1759 году как греческую православную церковь святого Николая Чудотворца. В 1915 году церковь разрушили, но в двадцатые годы восстановили. Поскольку это была деревенская церковь, её сделали полностью из дерева. В 1934 году церковь была под угрозой разрушения, но затем её перенесли в Градец-Кралове по решению главы города. 28 октября 1935 её открыли заново. Она стала посвящаться также и чехословацким солдатам, погибшим в России в годы Гражданской войны. В настоящее время храм принадлежит Пражской епархии Православной Церкви Чешских земель и Словакии.